# Djebel Recheïga
Djebel Recheïga är en kulle i Algeriet. Den ligger i provinsen Tiaret, i den norra delen av landet, 180 km sydväst om huvudstaden Alger. Toppen på Djebel Recheïga är 1 092 meter över havet.